# Olhopil (Hajssyn)
Olhopil (ukrainisch Ольгопіль; russisch Ольгополь Olgopol, polnisch Olhopol) ist ein Dorf im Südosten der ukrainischen Oblast Winnyzja mit etwa 2650 Einwohnern (2025).

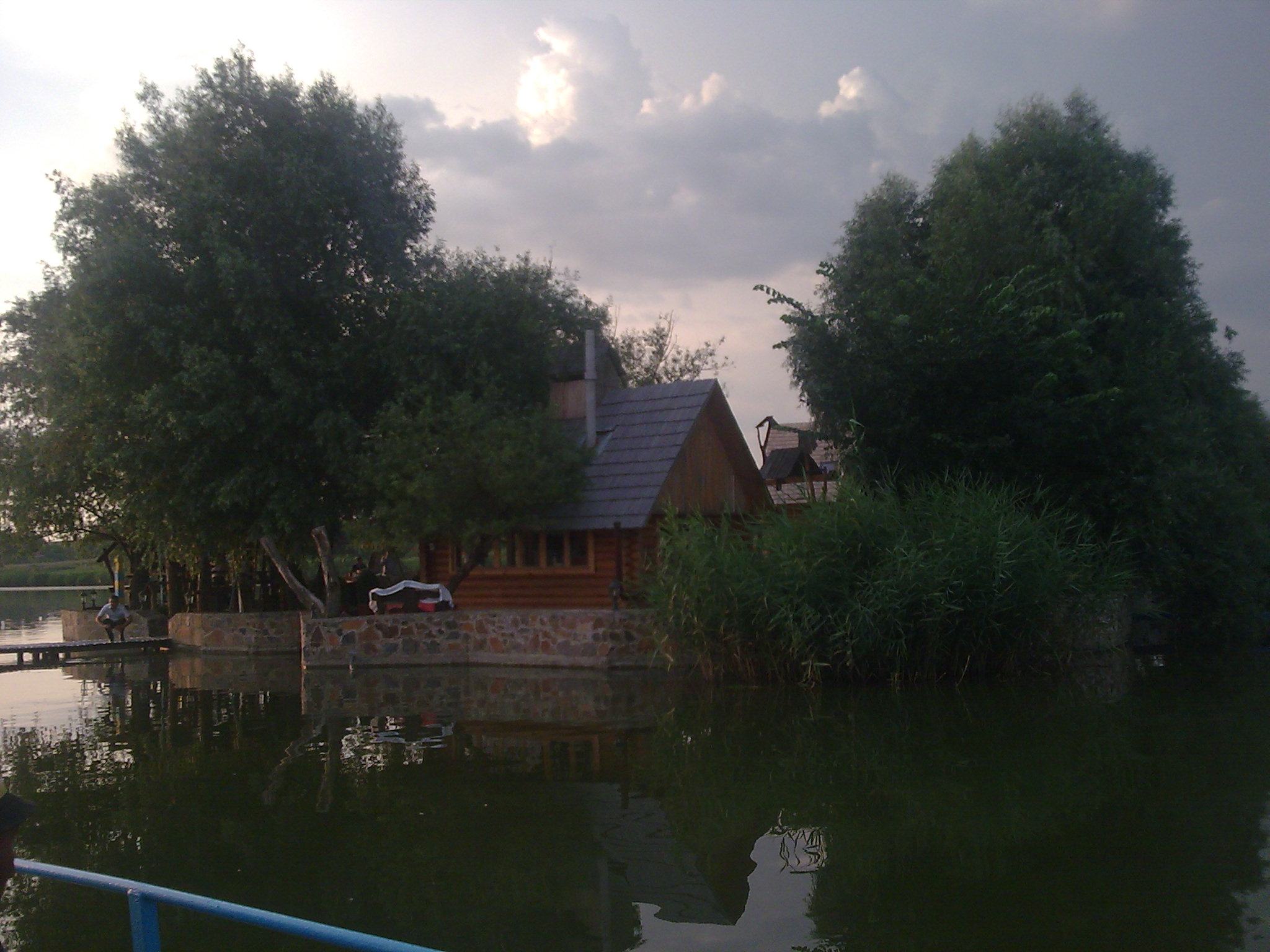
Flussufer in Olhopil

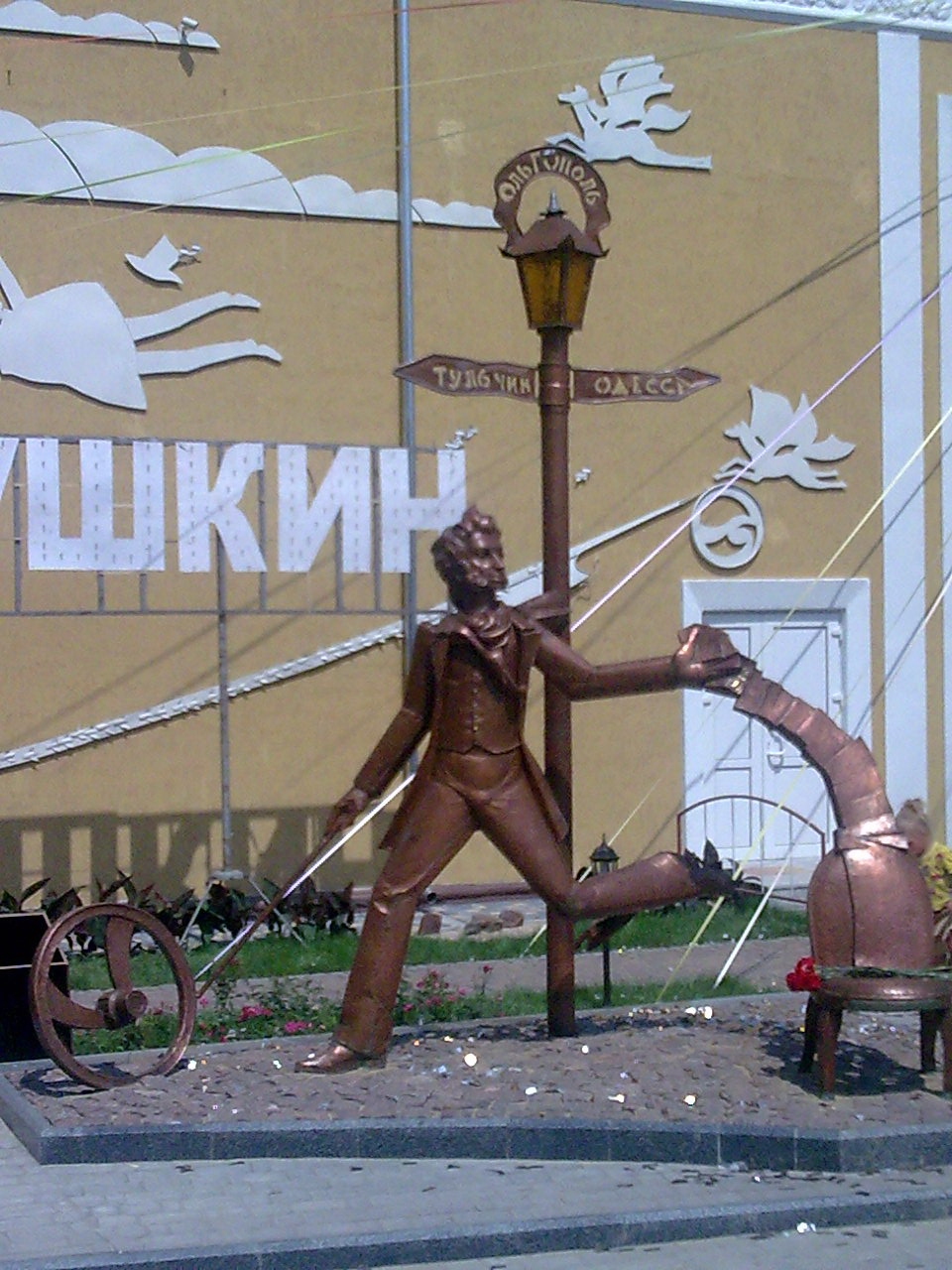
Puschkin-Denkmal im Ort

Die Ortschaft liegt im Osten Podoliens am Ufer des Sawran (Саврань), einem 96 km langen, rechten Nebenfluss des Südlichen Bugs 13 km östlich vom ehemaligen Rajonzentrum Tschetschelnyk und 168 km südöstlich vom Oblastzentrum Winnyzja.
Durch das Dorf verlaufen die Regionalstraßen P–54 und P–33.

## Geschichte
Erstmals schriftlich erwähnt wurde die Ortschaft 1780.
Das Tal des Sawran lag lange im unruhigen ukrainischen Grenzgebiet zwischen Polen-Litauen und dem Khanat der Krim, sodass hier erst im 17. Jahrhundert Menschen wagen, sich niederzulassen. In der Folge wurde das Dorf als „Rohuska-Tschetschelnyzka“ (Рогузка-Чечельницька) als Besitz der polnischen Adelsfamilie Lubomirski gegründet. 1793 fiel die Ortschaft, zusammen mit anderen Gebieten der rechtsufrigen Ukraine, an das russische Reich. 1812 erhielt Rohuska-Tschetschelnyzka den Status einer Stadt, sowie den Namen Olgopol nach der Enkelin von Katharina der Großen, der Großfürstin Olga Pawlowna (* 22. Juli 1792; † 26. Januar 1795).
Olhopil wurde Provinzhauptstadt einer Ujesd im Gouvernement Podolien und 1831 wurde hier ein Markt eröffnet. Am 1. Januar 1896 besaß die Ortschaft 10.322 Einwohner. 1923 verlor die Ortschaft ihren Stadtstatus.
Im Zweiten Weltkrieg gehörte der Ort zum von Rumänien annektierten Transnistrien. Im Ort wurde ein Zwangsghetto für die jüdische Bevölkerung eingerichtet, in dem zusätzlich Juden aus Bessarabien inhaftiert wurden. Im März 1943 lebten 724 Menschen in dem Ghetto, ein Jahr später wurde der Ort von der Roten Armee erobert.

## Verwaltungsgliederung
Am 12. Juni 2020 wurde das Dorf zum Zentrum der neugegründeten Landgemeinde Olhopil (Ольгопільська сільська громада/Olhopilska silska hromada). Zu dieser zählten auch die 4 in der untenstehenden Tabelle aufgelisteten Dörfer, bis dahin bildete es die gleichnamige Landratsgemeinde Olhopil (Ольгопільська сільська рада/Olhopilska silska rada) im Osten des Rajons Tschetschelnyk.
Am 17. Juli 2020 kam es im Zuge einer großen Rajonsreform zum Anschluss des Rajonsgebietes an den Rajon Hajssyn.
Folgende Orte sind neben dem Hauptort Olhopil Teil der Gemeinde:
| Name                     | Name                 | Name                                               |
| ukrainisch transkribiert | ukrainisch           | russisch                                           |
| ------------------------ | -------------------- | -------------------------------------------------- |
| Berisky-Tschetschelnyzki | Берізки-Чечельницькі | Берёзки-Чечельницкие (Berjoski-Tschetschelnizkije) |
| Demiwka                  | Демівка              | Демовка (Demowka)                                  |
| Ljubomyrka               | Любомирка            | Любомирка (Ljubomirka)                             |
| Stratijiwka              | Стратіївка           | Стратиевка (Stratijewka)                           |